# Gheorghe Grigore Cantacuzino
Gheorghe Grigore Cantacuzino (Bucareste, 22 de setembro de 1833 – Bucareste, 22 de março de 1913) foi um político conservador romeno que ocupou por duas vezes o cargo de primeiro-ministro de seu país (entre 23 de abril de 1899 e 19 de julho de 1900 e entre 4 de janeiro de 1906 e 24 de março de 1907).